# Hålbok
Hålbok är en form av bilderbok där det finns utstansade hål i sidorna, så att man genom varje sida kan se något av teckningen på nästa uppslag, alternativt att hålet utgör en del av motivet på varje sida.
En välkänd hålbok är Hur gick det sen? Boken om Mymlan, Mumintrollet och Lilla My av Tove Jansson. Även Elsa Beskow har producerat hålböcker.

## Liknande utveckling
Hålboken är en bilderbok som går utanför den grundläggande tvådimensionaliteten hos en bok. En annan sorts utveckling av bilderboken är popup-boken, där uppslagen kan vecklas ut till tredimensionella skapelser. 

## Bildgalleri

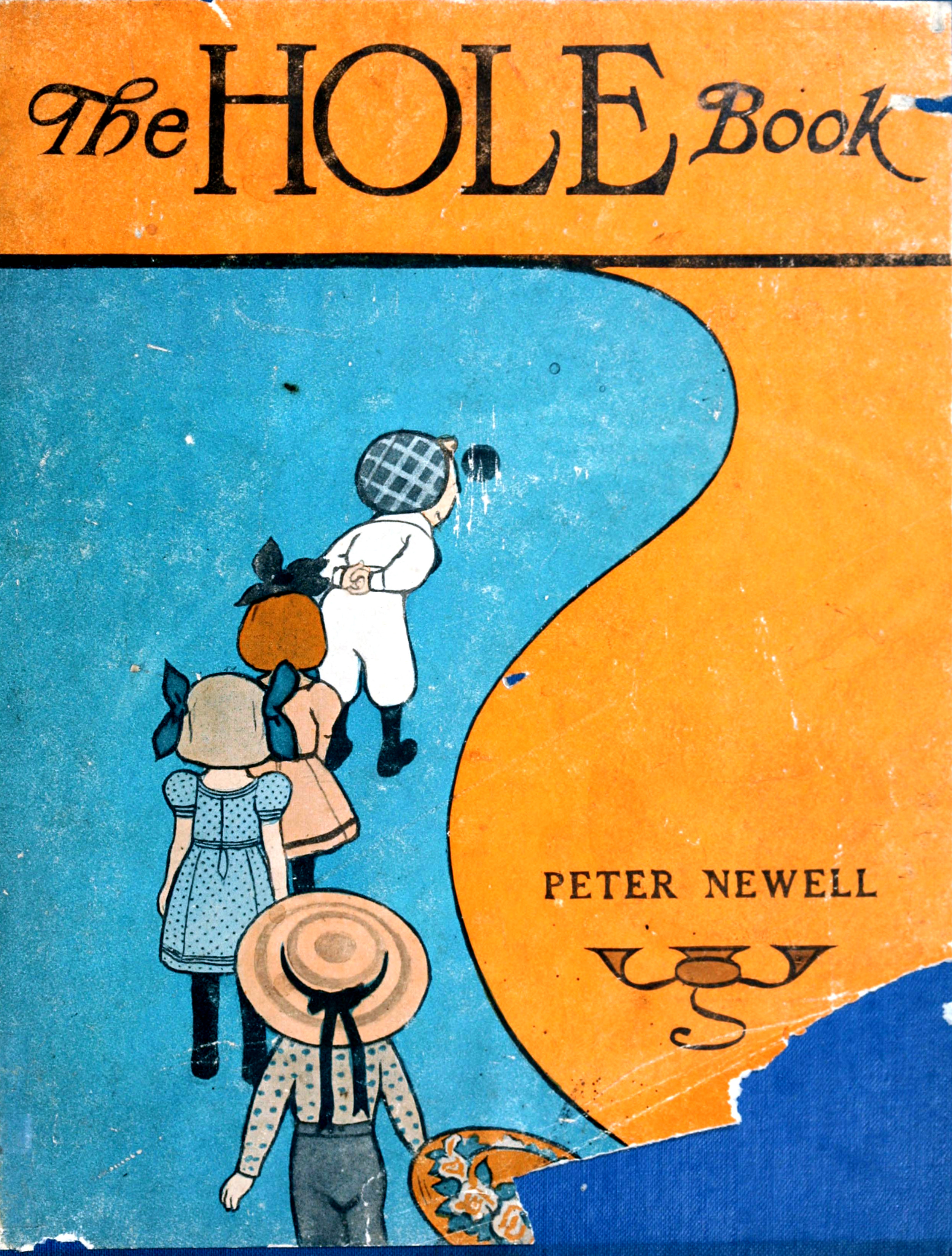
Omslaget till The Hole Book av Peter Newell.
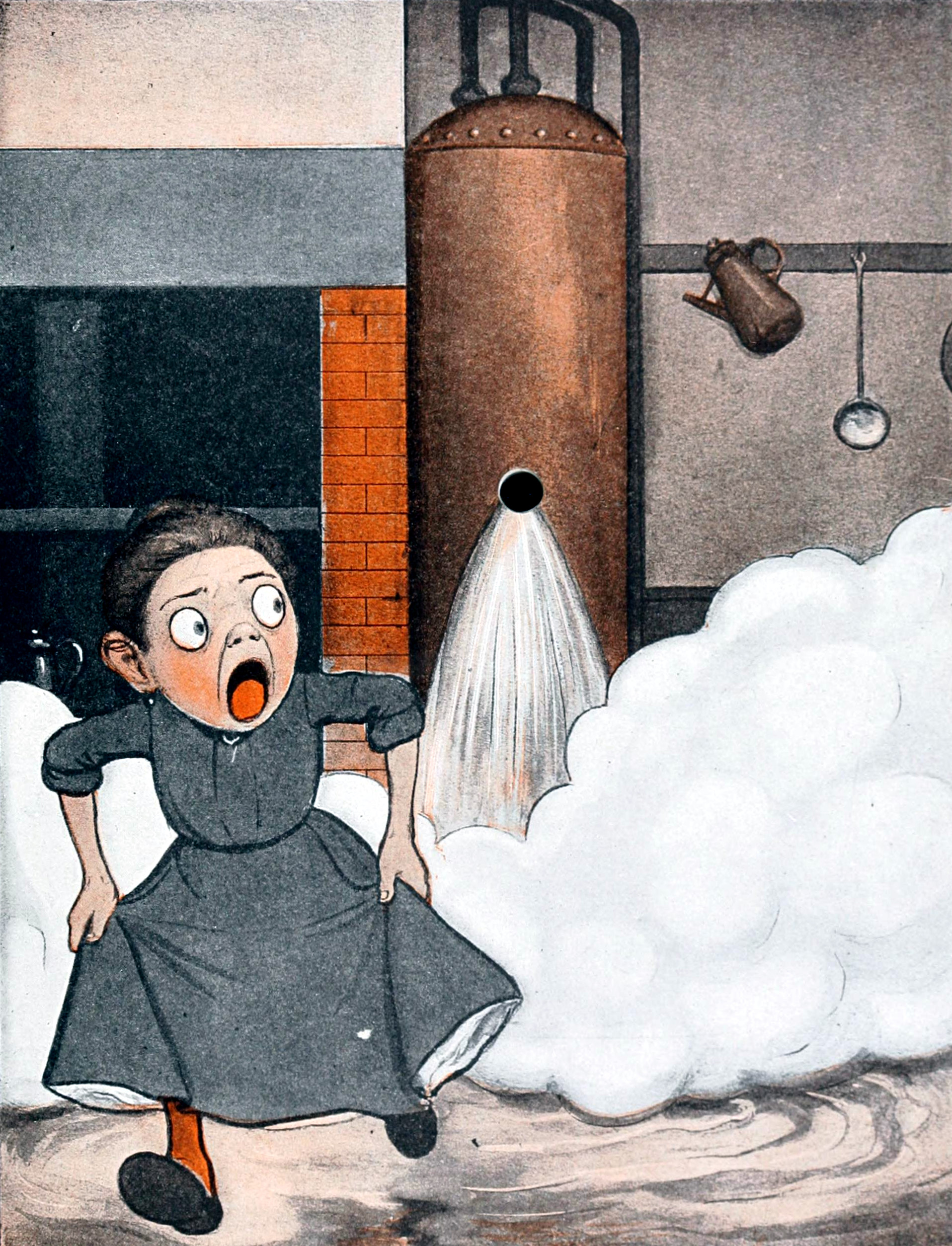
Bild i The Hole Book av Peter Newell.
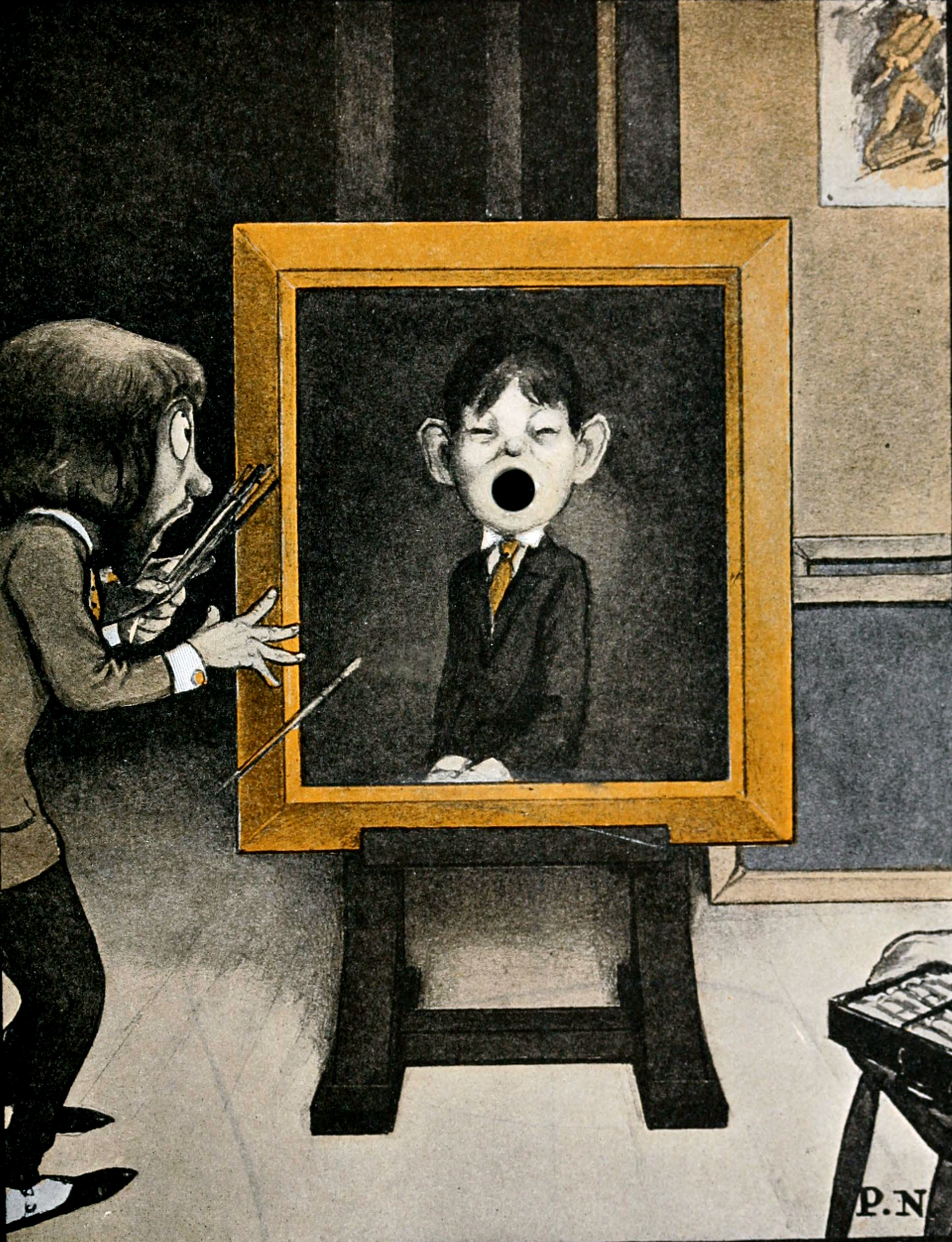
Bild i The Hole Book av Peter Newell.
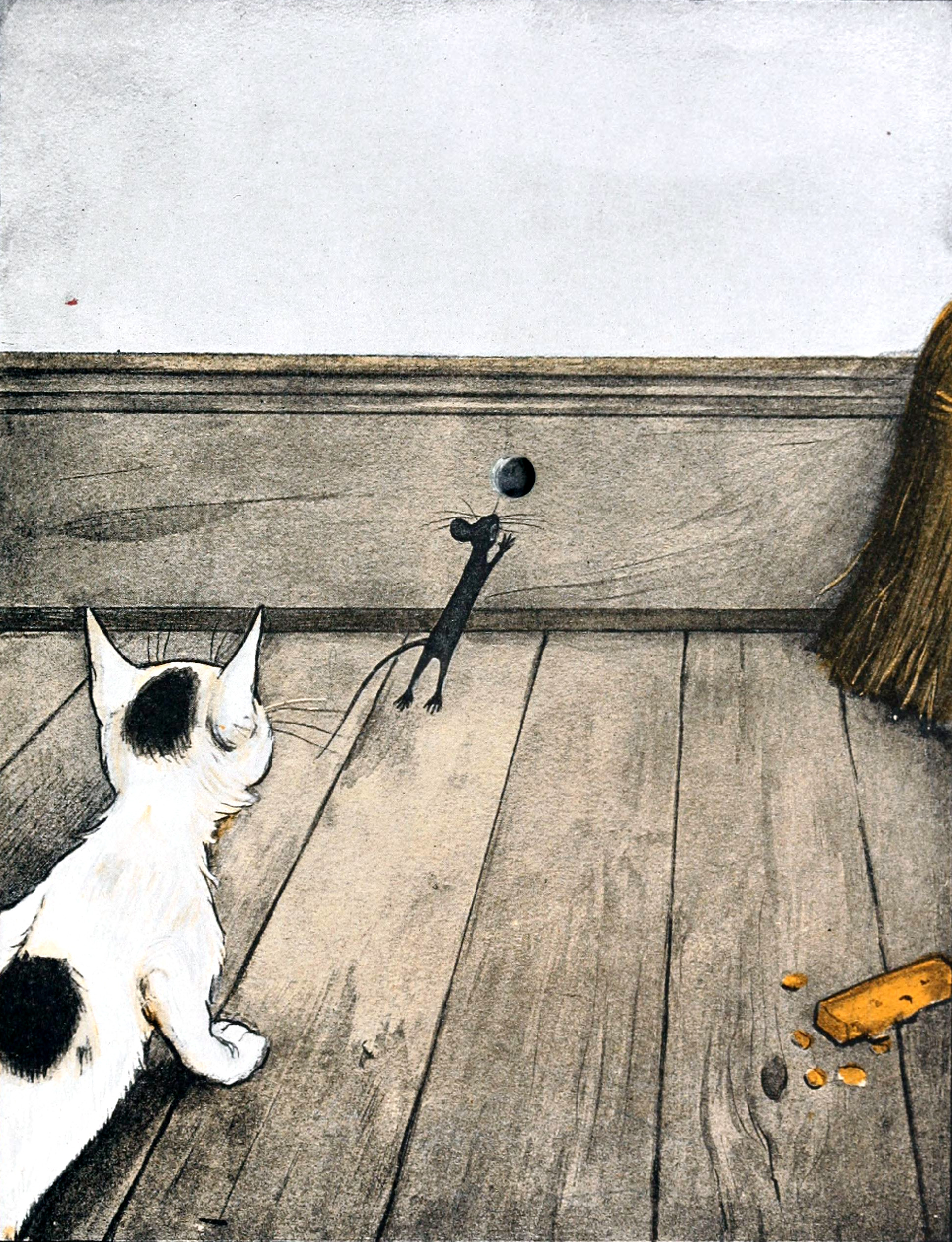
Bild i The Hole Book av Peter Newell.